# Überaktive Blase
Unter dem Begriff überaktive Blase (auch hyperaktive Blase, früher: Reizblase oder nervöse Reizblase) versteht man eine funktionelle Störung der Blasenfunktion ohne organpathologischen Befund. Es kommt dabei zu einer gehäuften Blasenentleerung (Pollakisurie) mit oder ohne unfreiwilligen Harnabgang (Harninkontinenz).
Die überaktive Blase tritt bei Männern zunehmend nach Alter und bei Frauen vornehmlich in der 3. bis 5. Lebensdekade auf.

## Symptome
Ständiger Harndrang und übermäßig häufiges Wasserlassen (Pollakisurie) stehen im Vordergrund, in manchen Fällen auch (Urge-)Inkontinenz. Ein Brennen beim Wasserlassen fehlt, der ständige Harndrang kann jedoch als suprasymphysärer Schmerz empfunden werden.

## Ursachen
Neben einem Östrogen-Mangel werden nicht auffindbare chronische Infekte und psychosomatische Ursachen diskutiert.
Die Ursache der Symptome kann aber auch in einer Überaktivität und Fehlsteuerung des Blasenmuskels (des sogenannten Detrusors, lat. Musculus detrusor vesicae) liegen. Der Muskel, der eigentlich in der Füllungsphase entspannt sein sollte, damit sich die Blase ausdehnen kann, spannt sich bei Menschen, die an einer überaktiven Blase leiden, zu leicht an. Das bedeutet, dass sich der Detrusor noch in der Füllungsphase, also schon bei kleinen Mengen Urin, zusammenziehen kann und Harndrang auslöst, der von manchen Betroffenen nicht unterdrückt werden kann.

## Diagnostik
Die überaktive Blase ist letztlich eine „Ausschlussdiagnose“ (keine objektivierbaren organpathologischen Befunde). Empfohlen werden dazu neben Anamnese (eine nächtlich fortbestehende Pollakisurie, also ein übermäßig häufiges Wasserlassen, weist beispielsweise auf eine organische Ursache hin) und körperlicher Untersuchung auch eine Analyse von Vaginalfluor und Urin, Restharnbestimmung, Harnröhrenweitenuntersuchung und -abstrich sowie ergänzend gegebenenfalls Urodynamik einschließlich -flowmetrie, Urethrogramm in Doppelballontechnik und die Urethrozystoskopie.

## Thesen zur Erklärung
Unter neurophysiologischen und psychologischen Gesichtspunkten lässt sich die Symptomatik der Betroffenen als Störung des vegetativen Nervensystems und als nervliche Sensitivierung beschreiben. Pathophysiologisch wird ein gestörtes Zusammenspiel von Blasen- und Beckenbodenmuskulatur angenommen. Als weiterer Erklärungsansatz wird eine chronische subepithelial gelegene Entzündung im Bereich des Trigonums der Blase postuliert.

## Therapie
Symptomatisch können Spasmolytika, Alphablocker, trizyklische Antidepressiva und bei Östrogendefizit (z. B. im Senium) östrogenhaltige Lokaltherapeutika versucht werden. Zur weiteren Therapie kann auch eine psychosomatische Behandlung hilfreich sein. Antibiotika sollten vermieden werden.

## Prävalenz
In Europa und Kanada sollen 13,9 % der über 40-Jährigen an den Symptomen einer überaktiven Blase leiden.

## Weblink
S2k-Leitlinie Überaktive Blase der Deutschen Gesellschaft für Gynäkologie und Geburtshilfe und der Deutschen Gesellschaft für Urologie. In: AWMF online (Stand 06/2010)